# Cistus heterophyllus

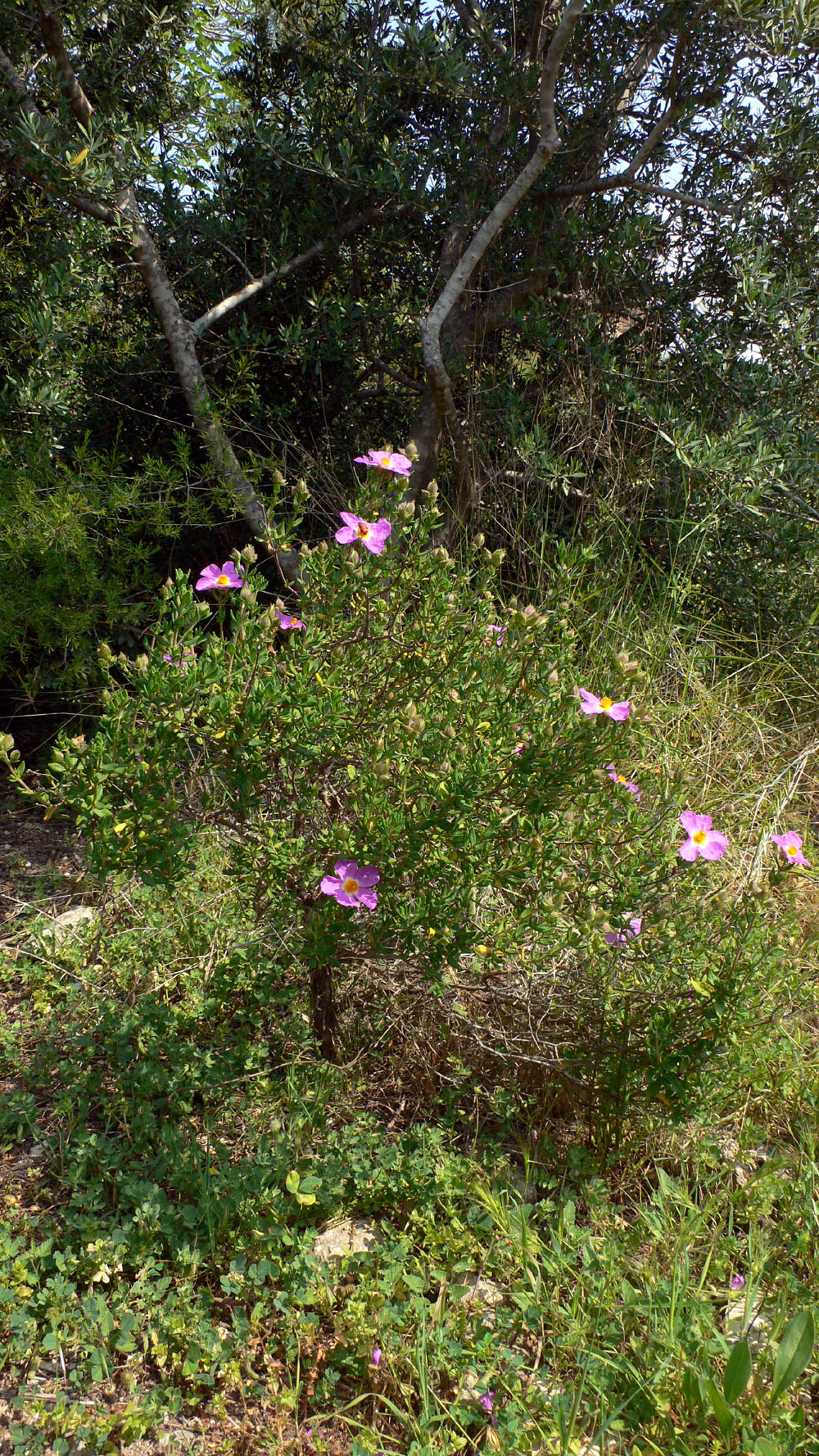
Vista de la planta

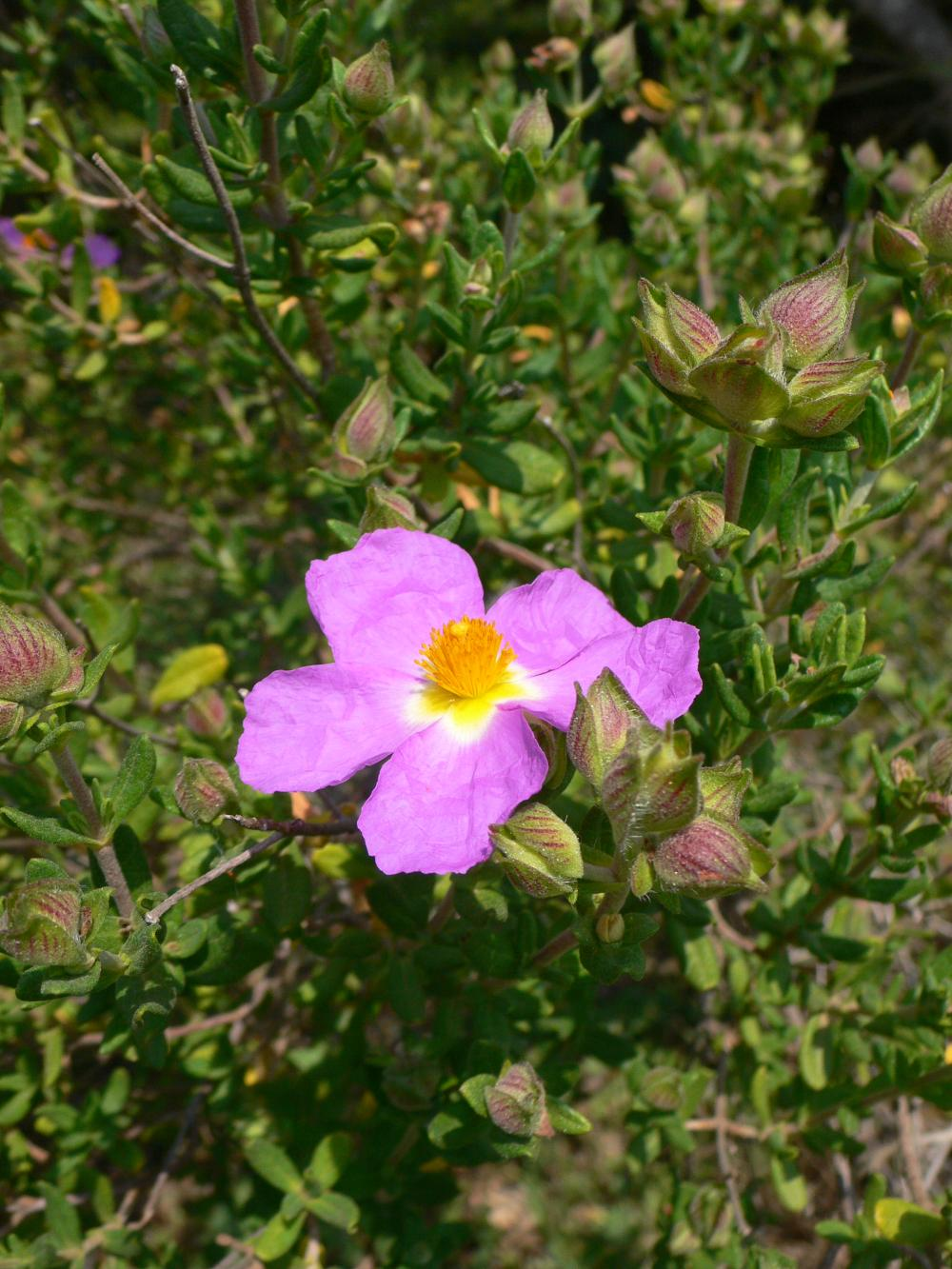
Detall de la flor

Cistus heterophyllus és una espècie d'estepa que als Països Catalans ha estat citada a la comarca del Camp de Túria (País Valencià) a 150 m d'altitud, i està representada per la subespècie C. heterophyllus sbsp. carthaginensisis (Pau, Crespo i Mateo). Forma un arbust amb les fulles més verdes que les relativament grisenques de Cistus albidus, per bé que de flors rosades com aquesta. Es diferencia de l'estepa Cistus creticus, amb la qual comparteix part dels territoris de distribució ibèrics, pel fet de tenir les fulles subsèssils (el pecíol només fa 2 mm) i més petites (limbe d'1-2 cm) i no té pèls glandulars.
Habita brolles seques en terrenys calcaris poblats de romaní i bruc d'hivern (aliança Rosmarino-Ericion) en indrets propers al litoral i de clima influenciat per la mar, a més de ser poc plujoses (domini del Querco-Lentiscetum, és a dir, garrigues amb llentiscle). Es distribueix pel sud-oest de la conca del Mediterrani a la península Ibèrica i Magrib. De les dues subespècies descrites C. heterophyllus sbsp. heterophyllus habita al Magrib, mentre que C. heterophyllus sbsp. carthaginensis és de distribució ibèrica en unes poques localitats i individus al mont Sancti Spiritu i La Peña del Águila (properes a Cartagena) i La Pobla de Vallbona. Malgrat que s'ha especulat sobre la regressió de les seves poblacions ibèriques Mateo i Crespo postulen la possible descoberta de noves localitats entre les ja identificades especialment al voltant d'Alacant.